# I Was a Male War Bride
I Was a Male War Bride is een Amerikaanse filmkomedie uit 1949 onder regie van Howard Hawks.

## Verhaal
De Franse legerofficier Henri Rochard verkleedt zich als vrouw om als oorlogsbruid naar de VS te vluchten. Hij ontdekt al snel dat er meer voor nodig is om overtuigend als vrouw over te komen.

## Rolverdeling
| Acteur          | Personage           |
| --------------- | ------------------- |
| Cary Grant      | Kapt. Henri Rochard |
| Ann Sheridan    | Lt. Catherine Gates |
| William Neff    | Kapt. Jack Rumsey   |
| Eugene Gericke  | Tony Jowitt         |
| Marion Marshall | Lt. Kitty Lawrence  |
| Randy Stuart    | Lt. Eloise Billings |